# Torak
Torak es un personaje de las Crónicas de Belgarath.

## Biografía del personaje
Torak fue uno de los dioses del mundo y es el dios dragón de su raza elegida, los angaraks.
Poseía un bello rostro y una mente retorcida. Creó un culto de sacerdotes a su nombre, a los cuales enseñó y educó a base de una religión basada en su persona, este grupo religioso fue llamado grolim, estos lo veneraban haciendo sacrificios en su nombre. Además, eligió a tres afortunados a los que llamó discípulos y les enseñó, estos eran Zedar (Quien había sido discípulo de otro dios Aldur bajo el nombre de BelZedar), Ctuchik y Urvon.
Vivía en Ashaba, Mallorea.
Sin embargo, su pueblo, culto y sacrificios no fueron suficientes para saciar su ansiedad y deseaba profundamente dominar el mundo, aun así, no podía enfrentarse a todos los otros dioses.
Tuvo la oportunidad cuando Aldur creó el Orbe de Aldur a base de una piedra, este objeto tenía un poder tan inmenso que captó su atención al instante.
Fue a el Valle de Aldur y le pidió a este que diera el Orbe, pero Aldur viendo en su corazón sus ansias de poder, le negó el poder sobre la piedra. Furioso, Torak lo golpea y huye con ella.
Los demás dioses se unieron en su contra, dado a su negativa devolver el Orbe.
Entonces, usó todos sus ejércitos angaraks para enfrentarse a los ejércitos de los pueblos de los demás dioses, para así dominar el mundo (lo que siempre deseo), sin embargo era superado en números. Furioso, se volvió contra ellos y usando el Orbe contra la misma tierra, rajó el continente dejando entrar el agua entre las rajaduras y separando el mundo a lo que actualmente es. Pero el Orbe se rebeló contra su amo, al forzarlo a atacar a su propia madre, la madre tierra.
Este quemó la cara del dios, brazo y gran parte del cuerpo, con quemaduras que nunca sanarían ni dejarían de doler, haciéndolo deforme y horrible. Para ocultar su propia vergüenza, a partir de este momento usó siempre una máscara de hierro.
Después de esta derrota, volvió a Mallorea y se resguardeció en una torre de hierro que construyó junto con la ciudad de Cthol Mishrak (ciudad de la noche) llamada así porque empleó su poder para hacer que jamás se vea el sol, así nadie podía ver lo deforme que había quedado.
En la cima de la torre había una urna, donde reposaba el Orbe (O Cthrag Yaska, en angarak, "La piedra quemadora") que ya no permitió que nadie de corazón impuro pudiese tocarlo, sin sufrir las llamas azules sobre sí mismo 
Los demás dioses, temiendo una guerra entre dioses que destruyera el mundo, se retiraron de este dejando a Torak como el único dios que se quedaría en la tierra. 
Cuenta la leyenda que Torak acudía cada noche a ver el Orbe, lo destapaba de su urna, y volvía a taparlo temeroso de ser quemado otra vez.

Con el paso de los años y el asentamiento del hombre, el Rey Cherek hombros de oso, fue a buscar a Belgarath el hechicero (Discípulo de Aldur). Acompañado de sus tres hijos (Riva Puño de hierro, Dras Cuello de Toro y Algar Pies flotantes), partieron en un viaje para infiltrarse en la torre de hierro de Torak, en Cthol Mishrak para recuperar el Orbe de su maestro.
Al llegar ahí, Cherek le pidió a Belgarath que tomara el Orbe, pero este se negó diciendo que luego de que Torak lo forzara contra su propia madre, solo alguien de corazón puro podría tomarlo. El Rey argumentó que nadie tenía corazón puro, sin embargo uno de sus hijos Riva, Puño de Hierro, tomó el Orbe sin dudarlo un instante haciendo a partir de ese entonces un vínculo único entre Riva y su estirpe con el Orbe.
Al salir, Torak notó la ausencia del Orbe al ir a verlo como cada noche, y furioso se levantó contra su propio pueblo y destruyó la ciudad entera, forzándolos a vagar en el desierto de la extensa Mallorea por un largo tiempo. 
Luego, inició una persecución contra Belgarath y su grupo, pero Riva sencillamente levantó el Orbe sobre sus cabezas y este, al reconocer a Torak, lanzó llamas azules contra él y su ejército, forzándolo a retirarse.
Al volver a su tierra natal, Cherek dividió el reino entre sus 3 hijos, que firmaron un pacto de unirse proteger a su hermano de las huestes angaraks. Algar formaría Algaria y defendería la frontera con los Murgos (uno de los pueblos angaraks). Dras formaría Drasnia y protegería las montañas, y Riva formaría el pueblo de Riva y se iría a la Isla de los vientos, alejado de Torak.
Riva, guiado por los dioses, forjó una espada en el cual incrustó el Orbe.
Y Cherek se quedaría con su propio reino (El reino de Cherek) y formaría barcos gigantes para defender las costas.
Con el tiempo, Torak volvió a reunir sus ejércitos de angaraks y peleó de nuevo contra el Oeste. 
Pero su suerte no fue buena, la parte naval de su ejército fue atacado por la peor tormenta conocida en la historia, los sobrevivientes que quedaron estaban locos o contaban historias terribles de esta. Si bien no se sabe la causa, se supone que no fue algo natural.
En cuanto a él y su ejército, cuando pasó por Ulgoland, ya que UL (padre de los dioses) había dicho a los Ulgos (su pueblo) que atacaran a su ejército por la noche y causaron numerosas bajas.
Y finalmente llegando a Vo Mimbre, se desató la conocida Batalla de Vo Mimbre, perdiendo en singular combate contra Brand (Guardián de Riva). Cuando se creyó que había muerto, Zedar (su discípulo) se llevó el cuerpo a Cthol Mishrak y le dejó en un estado parcido al coma, escondido y a salvo.
Pasaron los años y despertó cuando Garion tocó el Orbe en la celebración del Paso de las Eras y fue coronado Rey. Lo siguiente fue esperar en su torre con Zedar hasta que se batió en un combate contra Garion, perdiendo él atravesado por la espada de Puño de Hierro.
Atravesado por la espada Puño de Hierro, vomitó fuego y lloró lava y gritó "Madre" refiriéndose en perdón a la Madre Tierra, que había resquebrajado con el Orbe.
Se cayó en una roca y, allí tendido quedó, hasta que vinieron los dioses, que bajaron a la tierra para ver llorar la muerte de su amado y odiado hermano. Entonces Garion usó el Orbe junto con los dioses para curar la mutilación del dios, y el universo mismo se paró un instante en duelo por la muerte de su hijo.
- Datos: Q9088460